# Distrito electoral de Peru (condado de Nemaha, Nebraska)
Peru (en inglés: Peru Precinct) es un distrito electoral ubicado en el condado de Nemaha en el estado estadounidense de Nebraska. En el Censo de 2010 tenía una población de 1077 habitantes y una densidad poblacional de 14,98 personas por km².

## Geografía
Peru se encuentra ubicado en las coordenadas 40°28′16″N 95°45′14″O / 40.47111, -95.75389. Según la Oficina del Censo de los Estados Unidos, Peru tiene una superficie total de 71.89 km², de la cual 70.98 km² corresponden a tierra firme y (1.25%) 0.9 km² es agua.

## Demografía
Según el censo de 2010, había 1077 personas residiendo en Peru. La densidad de población era de 14,98 hab./km². De los 1077 habitantes, Peru estaba compuesto por el 92.76% blancos, el 3.9% eran afroamericanos, el 0.74% eran amerindios, el 0.37% eran asiáticos, el 0.09% eran isleños del Pacífico, el 0.84% eran de otras razas y el 1.3% pertenecían a dos o más razas. Del total de la población el 2.79% eran hispanos o latinos de cualquier raza.